# Lancaster University Leipzig
La Universidad de Lancaster en Leipzig (en inglés, Lancaster University Leipzig) es un campus filial de la Universidad de Lancaster. Establecida en 2020, es la primera universidad pública del Reino Unido con un campus en Alemania.
Los cursos que se ofrecen incluyen títulos universitarios en administración, finanzas, campos de las TIC, logística, y pre-master's en negocios e informática.
Los programas están adaptados a las industrias clave de la región de Leipzig, como son la tecnología digital y la logística.
Los estudiantes graduados del campus en Leipzig reciben su título expedido por la Universidad de Lancaster en el Reino Unido.

## Historia
La Universidad de Lancaster se decidió por Leipzig para la ubicación de su nuevo campus después de evaluar numerosas ciudades europeas. La localización fue elegida en parte debido a su alto crecimiento económico, creciente población estudiantil y atractivo turístico. Este se convirtió en el cuarto campus en el extranjero de la universidad británica, que ya tenía instituciones en China, Ghana y Malasia.
Los primeros alumnos iniciaron las clases en enero de 2020, justo antes de la pandemia de COVID-19 . La universidad tuvo que hacer una transición rápida a un modo híbrido, factor que dura hasta el día de hoy y que permite a los estudiantes unirse en línea si sus visas no se aprueban antes de que comience el curso.
Lancaster University Leipzig tiene un alumnado internacional diverso con más de 90 nacionalidades. El 60% de los estudiantes son originarios de países externos a la UE, el 30% de países de la UE y el 10% de Alemania. 

## Instalaciones
El nuevo campus está ubicado en Strohsackpassage, en el centro de Leipzig. Las oficinas se renovaron con el objetivo de brindar una educación moderna y funcional ante un estudio híbrido.

## Educación
Cursos de idiomas: Todos los grados se imparten en inglés. Sin embargo, la universidad ofrece también cursos gratuitos de alemán durante el primer año.
Grados:
- BSc (Hons) Contabilidad y Finanzas
- BSc (Hons) Administración de Empresas
- BSc (Hons) Administración de Empresas con Contabilidad y Finanzas
- BSc (Hons) Administración de Empresas con Análisis de Mercados
- BSc (Hons) Administración de Empresas y Media
- BSc (Hons) Ciencias de la Computación
- BSc (Hons) Ingeniería de Software

Programas introductorios: Diseñados para estudiantes que no cumplen con los requisitos de ingreso directo a la titulación.
- Introducción a los Negocios
- Introducción a las Ciencias de la Computación

Posgrados:
- Maestría en Logística y Gestión de la Cadena de Suministro
- Maestría en Gestión
- Maestría en Ciencias de la Información
- Maestría en Seguridad Cibernética

Pre-Maestrías:
- Pre-Maestría en Negocios
- Pre-Maestría en Ciencias de la Computación

Lancaster University Leipzig cobra tasas de matrícula que generalmente son más bajas que las tasas internacionales para los mismos títulos impartidos en el campus del Reino Unido. Además, la institución se asocia con Brain Capital, una organización que ofrece financiamiento de la etapa universitaria con un acuerdo de participación en los ingresos posteriores.